# (5308) Hutchison
(5308) Hutchison (1981 DC2) – planetoida z pasa głównego asteroid okrążająca Słońce w ciągu 4,34 lat w średniej odległości 2,66 j.a. Odkryta 28 lutego 1981 roku.